# Escravos da Mauá
Escravos da Mauá foi um bloco carnavalesco do Rio de Janeiro, criado para o Carnaval de 1993, por um grupo de funcionários do INT - Instituto Nacional de Tecnologia, nos arredores da Praça Mauá, no Rio de Janeiro. Desde então, em cada Carnaval, partindo do Largo de São Francisco da Prainha, o bloco percorria as ruas do bairro da Saúde, nas proximidades da Praça Mauá, da Pedra do Sal e do Morro da Conceição.
O Bloco Escravos da Mauá fez parte da Sebastiana, a associação dos blocos de carnaval da Zona Sul, Centro e Santa Teresa da cidade do Rio de Janeiro.
Seus sambas costumam nascer de um processo de criação coletiva da Ala de Compositores dos Escravos da Mauá, e contam a história do bairro, que é berço dos primeiros ranchos do Rio de Janeiro e já foi local de moradia, trabalho e/ou encontro para grandes chorões e sambistas cariocas como Pixinguinha, João da Baiana, Sinhô e Donga.
Entre um e outro Carnaval, uma vez por mês, o bloco organizava uma roda de samba no Largo da Prainha, sempre com o Fabuloso Grupo Eu Canto Samba e seus convidados.

## História
Na Rua Camerino, próxima ao bairro da Saúde, ficavam os mercados de escravos nos séculos XVIII e XIX. Mesmo depois da abolição da escravatura, os ex-escravos e as colônias de negros baianos que vieram para o Rio de Janeiro, fixaram-se no bairro da Saúde, em busca de trabalho no porto e moradia barata. O bairro chegou a ser conhecido como a Pequena África no Rio de Janeiro. Como o bloco foi formado por funcionários públicos, seus fundadores fizeram uma brincadeira comparando o funcionalismo público à escravidão.
Seus desfiles sempre saíam do Largo de São Francisco da Prainha, e até 2007 aconteciam na última quinta-feira antes do Carnaval, mas a partir de 2008, passaram a ser no domingo anterior ao do Carnaval. 
A partir de 2022, o Escravos da Mauá parou de desfilar.